# 謎本
謎本（なぞぼん）は、漫画・アニメ・テレビドラマ・小説といったフィクション作品を中心とした様々なジャンルの謎や伏線、疑問、矛盾などに対する非公式な考察を行う本のジャンル（俗語）。
他にもおたく本・検証本・架空本・秘密本（ひみつぼん）・研究本（けんきゅうぼん）などの通称で呼ばれることもある。

## 概要
「フィクション作品に関する非公式な考察」のルーツとしては、欧米における推理小説『シャーロック・ホームズシリーズ』を考察するシャーロキアンの活動が挙げられる。小説中の登場人物であるシャーロック・ホームズを実在の人物のように扱い、その事跡について考察した彼らの研究の数々は、単なるパロディの域を超えた思考ゲームとして楽しまれている。
日本では、1972年に寺山修司が発表した『サザエさんの性生活』をさきがけとする見方がある。1970年代後半の横溝正史ブーム期には『金田一耕助さん あなたの推理は間違いだらけ!』がベストセラーとなる。同時期には同じく推理作品の考察本として『森村誠一氏推理小説の間違い探し』も出版されている。
本格的な謎本として日本で最初とされるのは『ウルトラマン研究序説』で、同書は特撮番組『ウルトラマン』をテーマとし、ウルトラマンと怪獣、対怪獣組織「科学特捜隊」に関する科学的・法律的な面を、経済学者・法学者・物理学者らが専門的・現実的に考察し、35万部（単行本のみ）を売り上げた。
その後、『ウルトラマン研究序説』のヒットに刺激されて企画された漫画『サザエさん』の研究本『磯野家の謎』が180万部（単行本のみ）または200万部を超える爆発的ヒットとなり、後追いのかたちで発売された『サザエさんの秘密』や『磯野家の謎・おかわり』、『ドラえもんの秘密』もそれぞれ50〜60万部（単行本のみ）、『野比家の真実』は22万部（単行本のみ）のヒットになった。これをきっかけとして、中小の出版社より漫画・テレビ番組・芸能人・映画・野球・相撲・皇室・政治など様々なジャンルをテーマとした類似の本が多数発売されるブームとなった。トーハンによると1993年6月 - 8月には同種の本が30種類以上出版されている。映画『男はつらいよ』のように約半月間に各社から5冊もの研究本が出版されるケースも現れた。この頃に「謎本」という呼び名が生まれた。
『サザエさん』を扱った『磯野家の謎』『サザエさんの秘密』は原作の版権元である姉妹社より版権許諾（絵柄の引用に対する許諾）が取れなかったため、原作の絵柄（図版）は一切使用していない。それでも両書がヒットしたことから、「謎本では、版元の許諾が得られない限り原作の図版を一切使ってはならない」（別人のイラストで代用する）という暗黙のルールが定着した。本来は漫画についても、その内容や画風の分析などの目的で文章側に対して主従関係が成り立つのであれば図版を引用できるが、謎本ブームの当時は業界の慣習として、また無断転載（著作権侵害）に対する訴訟のリスクを回避するため「漫画の引用は一切不可」という認識が広がっていたことも影響した（脱ゴーマニズム宣言事件も参照のこと）。
当初はフィクション作品の考察本としてスタートした謎本であるが、ブームと共にその対象は大きく広げられ、データハウスでは『大相撲の秘密』『小沢一郎の秘密』といった書籍まで出版するようになった。
また、謎本ブーム以降は原作の内容や主題をよく知らない執筆者がいい加減な知識を元に執筆した謎本が多くみられるようになった。その例として、漫画『ジョジョの奇妙な冒険』第6部『ストーンオーシャン』の謎本である『ストーンオーシャン超常心理分析書』は、著者が第5部『黄金の風』以前を読まずに考察しているため、「ディオ・ブランドーとジョースター家の因縁」やスタンドなどの基本設定を理解せず、「空条承太郎とディオは同一人物」などの勘違いを書き綴っており、同書は第11回日本トンデモ本大賞にノミネートされた。
2010年には漫画『ONE PIECE』の謎本である『ワンピース最強考察』が発行され、続編を含めると公称60万部を超えるベストセラーになるが、題名にスクウェア・エニックスの登録商標である「ULTIMANIA」が記載されていたことが問題になり、続編を含め2014年に販売停止となったが続編が刊行している。2011年には同じく『ONE PIECE』の謎本である『ワンピース最終研究』が発行され、続編を含めると公称60万部を超えるベストセラーになった。また、漫画『進撃の巨人』の謎本である『「進撃の巨人」最終研究』も公称10万部以上を記録している。

## 主な出版会社
- データハウス
- 晋遊舎
- 笠倉出版社
- ベストセラーズ
- マイウェイ出版

### 書誌情報
1. ↑  『家出のすすめ』（1972年、角川書店・角川文庫）に収録。『ちくま日本文学全集 寺山修司』（1991年、筑摩書房）にも再録。
2. ↑  1978年、佐藤友之、青年書館
3. ↑  1978年、秋庭俊孝、アロー出版社
4. ↑  1991年、SUPER STRINGSサーフライダー21、中経出版
5. ↑  1992年、東京サザエさん学会編、飛鳥新社
6. ↑  1993年、世田谷サザエさん研究会、データハウス
7. ↑  1993年、東京サザエさん学会編、飛鳥新社
8. ↑  1993年、世田谷ドラえもん研究会、データハウス
9. ↑  1993年、日本ドラえもん党、ワニブックス
10. ↑  1993年、平成すもう研究会、データハウス
11. ↑  1993年、佐藤淳一、データハウス
12. ↑  2002年、大沼孝次、フットワーク出版社
13. ↑  2010年、ワンピ漫研団、晋遊舎
14. ↑  2011年、ワンピ考古学研究会、笠倉出版社
15. ↑  2013年、「進撃の巨人」調査兵団、笠倉出版社